# یودیت هرمان
یودیت هرمان (به آلمانی: Judith Hermann) (زاده ۱۵ مه ۱۹۷۰) نویسنده آلمانی است که تاکنون چند مجموعه داستان و یک رمان منتشر کرده‌است.

## زندگی‌نامه
یودیت هرمان در دو رشتهٔ مطالعات فلسفه و آلمان‌شناسی تحصیل کرده و مدتی نیز به کار روزنامه‌نگاری مشغول بوده‌است. او مدتی نیز در نیویورک در زمینهٔ روزنامه‌نگاری کارآموزی کرده‌است.
او زمانی که در آمریکا بود نخستین متن‌های ادبی خود را نوشت و خیلی زود دلبستهٔ داستان کوتاه شد که از ژانرهای مورد علاقه‌اش است.
سال ۱۹۹۸ نخستین مجموعه‌داستان خود را با نام خانهٔ تابستانی، بعداً منتشر کرد که برایش موفقیت‌های زیادی در پی داشت.
یودیت هرمان سال ۱۳۹۷ در گفت‌وگویی مفصل با علیرضا غلامی که در مجلهٔ تجربه انتشار یافت به آغاز فعالیت ادبی خود اشاره کرده و یادآور شده‌است که مایل است نویسنده‌ای سیاسی باشد ولی فهم او از سیاست با نسل‌های قبل متفاوت است. او می‌گوید در دوره‌ای که در برلین کارآموزی می‌کرده کارهایش از نگاه استادش «بسیار بد»، «مهمل و غیرقابل تحمل» بوده و بعد از پایان دورهٔ کارآموزی به مدت دو سال حتی یک خط هم ننوشته‌است. علیرضا غلامی در نقدی که بر آثار این نویسندهٔ آلمانی نوشته او را میان نویسندگان معاصر آلمانی غولی آرام توصیف کرده که لحنی کاملاً متفاوت و سازگار با روحیهٔ آلمان بعد از جنگ دارد.
محمود حسینی‌زاد، مترجم آثار یودیت هرمان به فارسی، می‌گوید یکی از نویسندگانی که با خواندن آثارشان تشویق شده داستان‌نویسی را شروع کند یودیت هرمان بوده‌است. محمود حسینی‌زاد گفته‌است منتقدان آلمانی مجموعه‌داستان آلیس را در آلمان چندان ستایش نکردند و یودیت هرمان به این نکته اشاره کرده که آلمانی‌ها آن را نفهمیده‌اند و ایرانی‌ها آن را درک نموده و جزء کتاب‌های خیلی موفق است.
هرمان خود را بیش از آنکه رمان‌نویس بداند نویسندهٔ داستان‌های کوتاه می‌داند که با سبکی مینی‌مال خلق می‌شوند. اکنون مادر دو پسر است و در برلین زندگی می‌کند.

## آثار هرمان به فارسی
نخستین داستانی که از یودیت هرمان به فارسی ترجمه و منتشر شد به سال ۱۳۸۵ بازمی‌گردد. محمود حسینی‌زاد که یودیت هرمان را با این داستان به مخاطبان فارسی شناساند مجموعه‌ای با عنوان گذران روز منتشر کرد که دربرگیرندهٔ داستان‌هایی از نویسندگان آلمانی‌زبان معاصر بود.
پس از آن این سوی رودخانهٔ اُدر از او با ترجمهٔ محمود حسینی‌زاد به فارسی منتشر شد که در برگیرندهٔ داستان‌هایی از دو مجموعهٔ یودیت هرمان بود. این کتاب در واقع منتخبی از دو مجموعه‌داستان خانهٔ تابستانی و هیچ جز ارواح بود.
حسینی‌زاد همچنین سال ۱۳۸۸ داستان بلند آلیس از این نویسنده را به فارسی ترجمه کرد که با استقبال فراوانی در ایران مواجه شد و در جایزهٔ روزی روزگاری نیز مورد توجه قرار گرفت.
رمان اول عاشقی اثر بعدی یودیت هرمان بود که به فارسی ترجمه و منتشر شد. پس از آن مجموعه‌داستان دیگری از او با عنوان لتی پارک در ایران منتشر شد.

## آثار
- ای‍ن س‍وی رودخ‍ان‍هٔ اُدر، ترجمهٔ محمود حسینی‌زاد، نشر افق، ‏‫۱۳۸۶‬
- خانه تابستانی، بعداً، ترجمهٔ محمود حسینی‌زاد، نشر افق، ‏‫۱۳۸۷‬
- آلیس، ترجمهٔ محمود حسینی‌زاد، نشر افق، ‏‫۱۳۸۸
- ‫اول عاشقی‮‬، ترجمهٔ محمود حسینی‌زاد، نشر افق، ‏‫۱۳۹۴‬
- لتی‌پارک، ترجمهٔ محمود حسینی‌زاد، نشر افق، ۱۳۹۷